# Lassy (Val-d'Oise)
Pour les articles homonymes, voir Lassy.
Lassy est une commune française située dans le département du Val-d'Oise en région Île-de-France.
Ses habitants sont appelés les Lassyen(ne)s.

## Géographie

### Description
Lassy se situe au nord du Val-d'Oise, près de la limite avec le département de l'Oise, dans la vallée de l'Ysieux.
Elle est limitée au nord par l'ancienne RN 322 (actuelle RD 922) qui relie  Fosses et Luzarches, et située à une distance orthodromique de 28 km au nord-nord-est de Paris. La distance routière de la capitale est de 33 km par la RD 316, respectivement de 43 km par Fosses, la RD 317, la RD 16 et l'autoroute A1 via le connecteur no 7 à Saint-Witz.

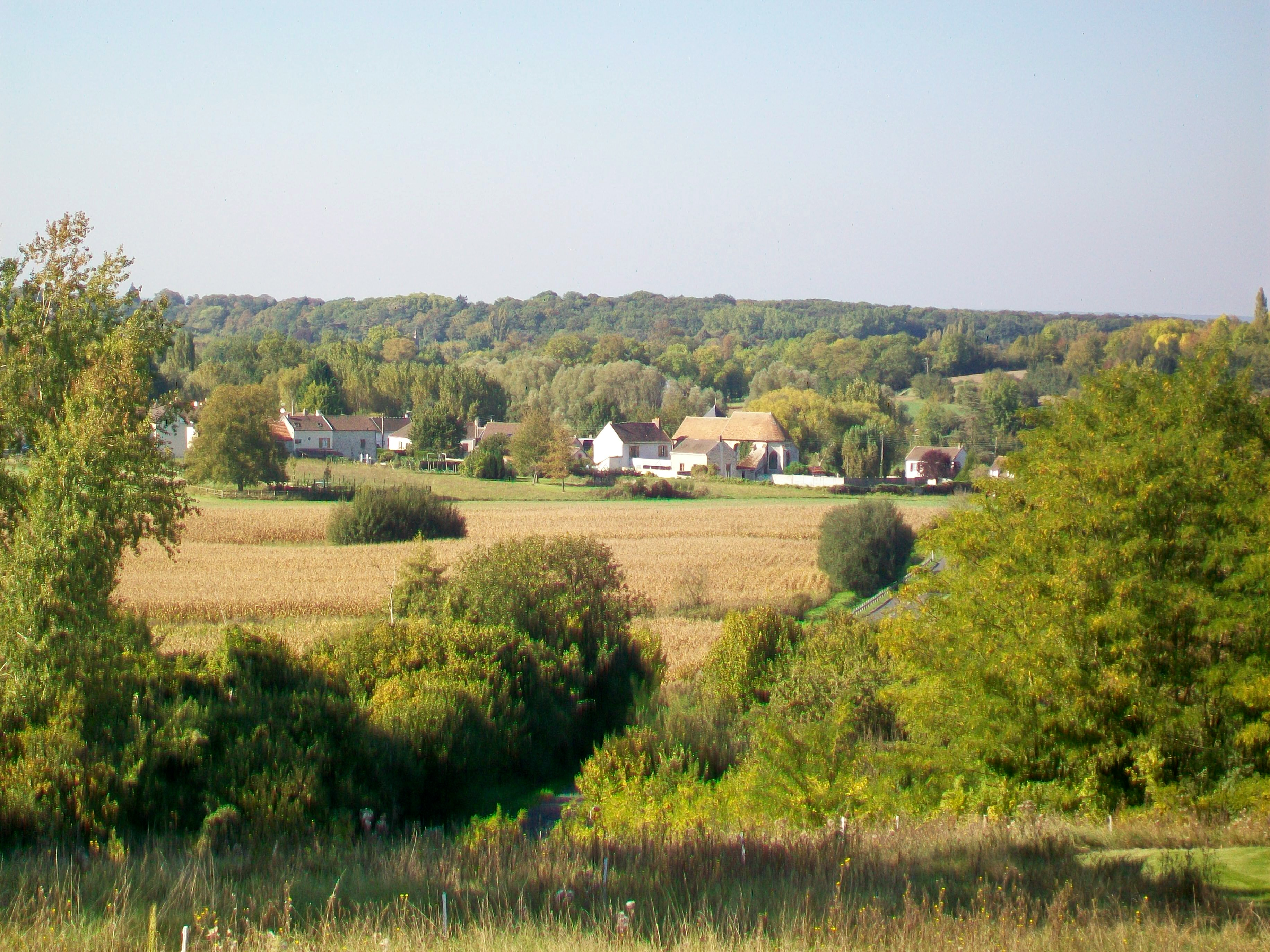
Le village depuis le sud.

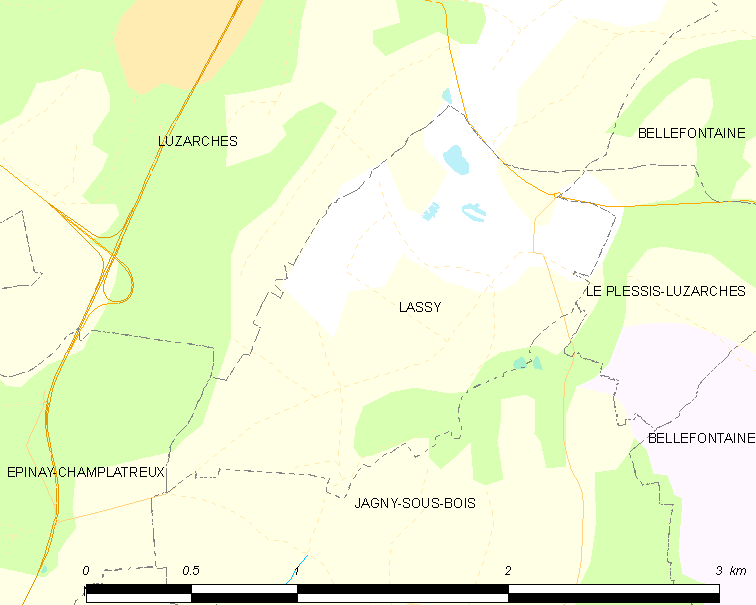
Carte de la commune.
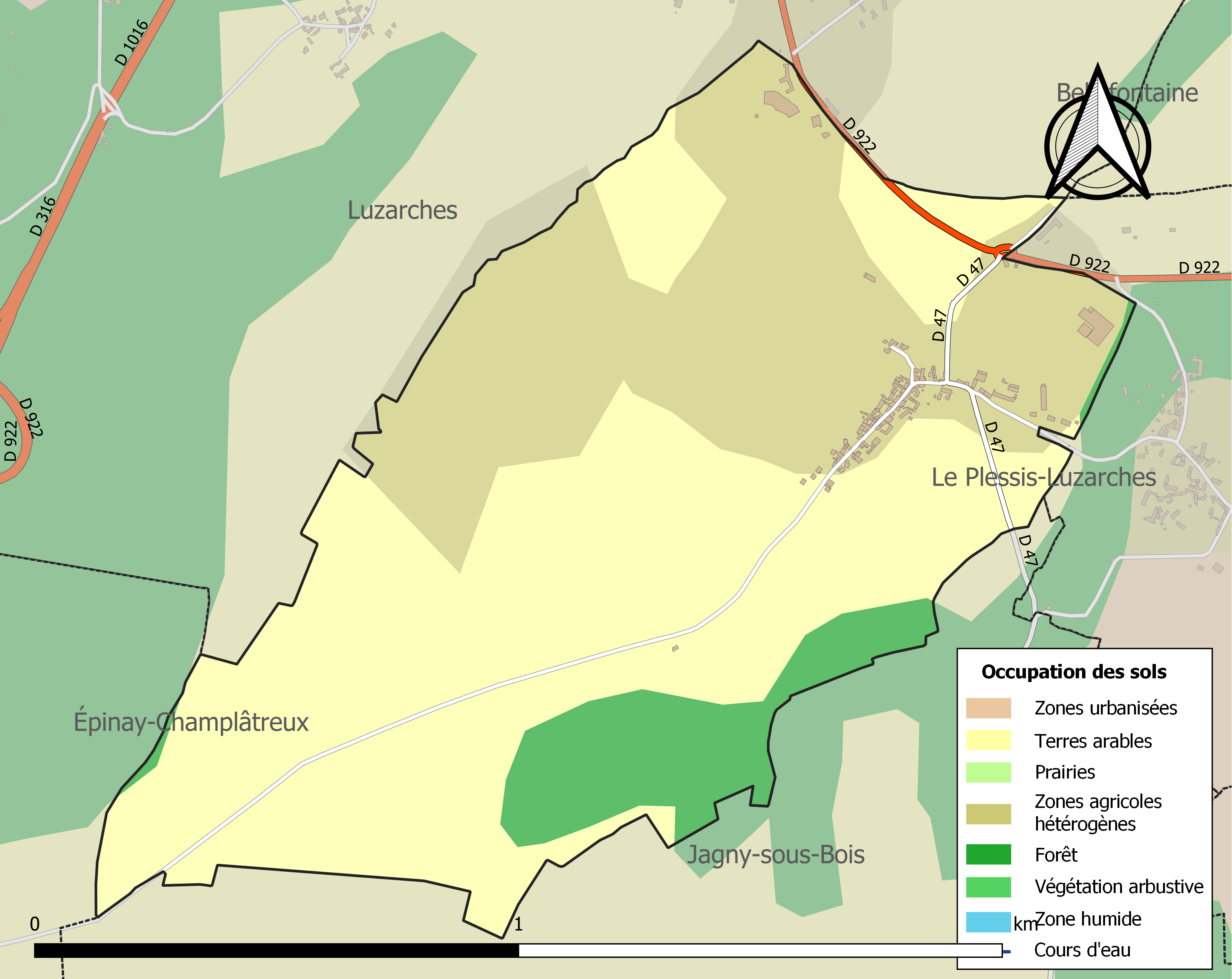
Occupation des sols

### Communes limitrophes
Les communes limitrophes sont Le Plessis-Luzarches, Épinay-Champlâtreux, Jagny-sous-Bois et Luzarches.
|                     |                    |                      |
| Luzarches           | Lassy (Val-d'Oise) | Le Plessis-Luzarches |
| Épinay-Champlâtreux | Jagny-sous-Bois    |                      |

Lassy compte quatre communes limitrophes, dont Épinay-Champlâtreux qui ne côtoie Lassy que sur une longueur de 600 m. Sur la RD 47, Jagny-sous-Bois se rapproche de 300 m des premières maisons de Lassy. Au nord de l'école Alain-Fournier, en dehors du village, quatre communes se rencontrent en un point : Luzarches, Bellefontaine, Le Plessis-Luzarches et Lassy, mais Bellefontaine et Lassy ne sont pas limitrophes dans le sens strict du terme. Les deux hameaux de Thimécourt et Gascourt appartiennent au chef-lieu de canton Luzarches, dont le centre-bourg est à 3 km au nord-ouest de Lassy. Avec une superficie de seulement 1,92 km2, Lassy est la neuvième commune la plus petite du département.

### Hydrographie

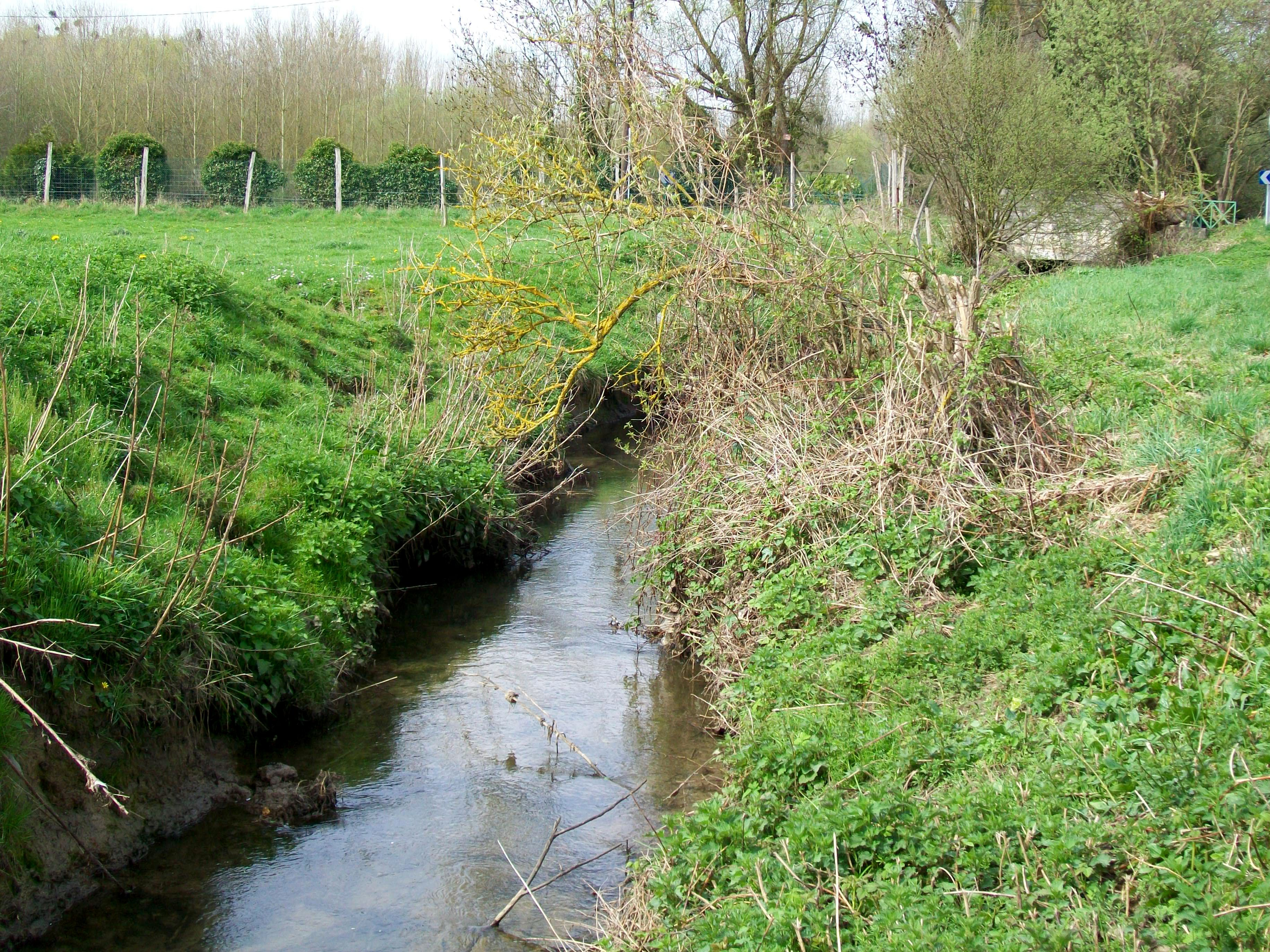
L'Ysieux à Lassy.

Le village est drainé par l'Ysieux, un affluent de la Thève et donc un sous-affluent de l'Oise et du fleuve la Seine. Le petit ruisseau qui prend sa source à Fosses, et est alimenté au fur et à mesure par une multitude de petites sources et de courts ruisseaux, insuffisants toutefois pour lui donner de l'envergure. Le passage de l'Ysieux s'accompagne donc de prés humides et marécages. À l'est du village, se trouve le marais du Plessis-Luzarches, que l'on peut traverser sur un sentier aménagé avec des rondins de bois.

### Géologie et relief

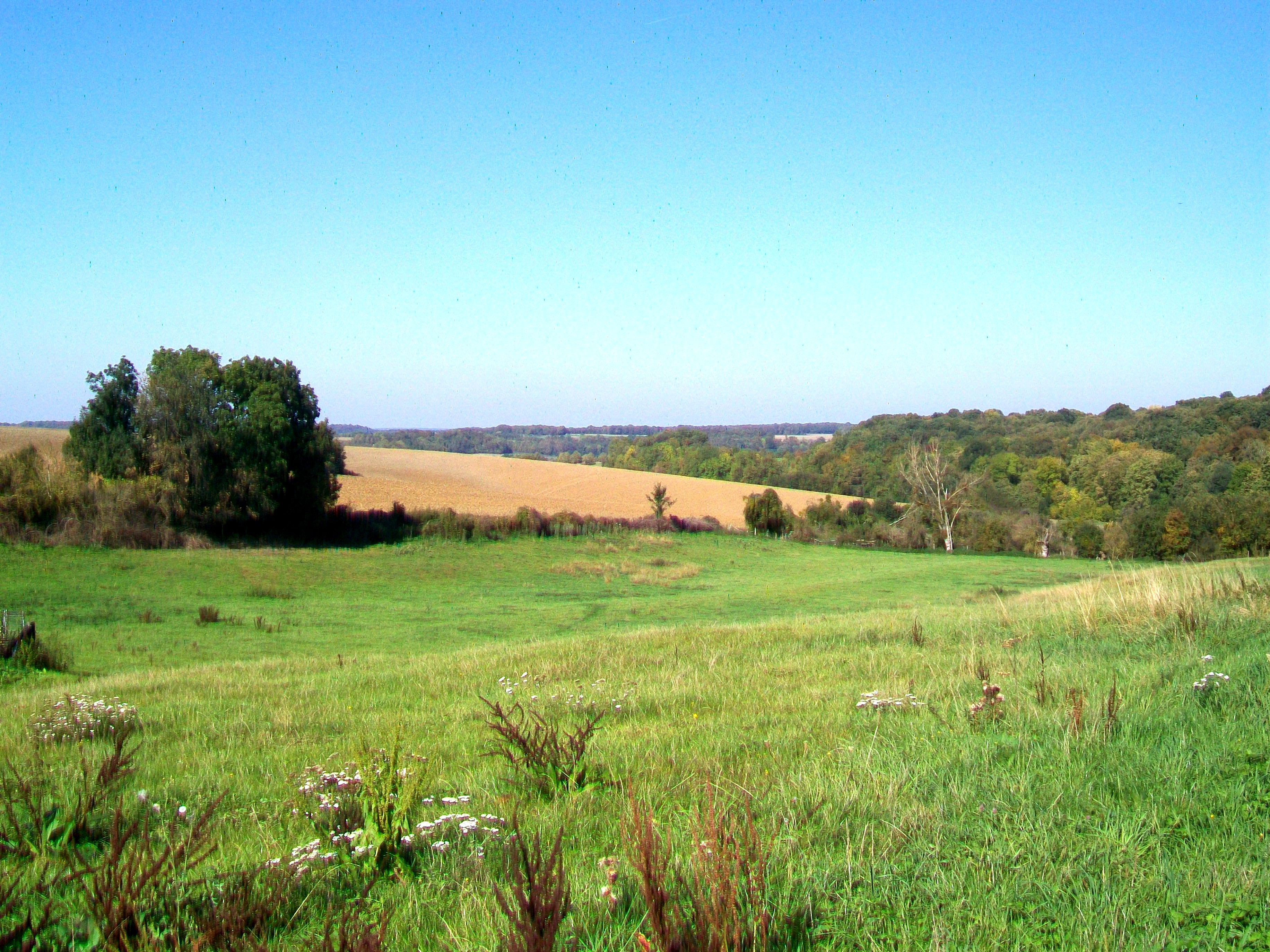
Paysage au sud de Lassy.

La commune est située dans le Parc naturel régional Oise-Pays de France, créé par décret du 13 janvier 2004..
Le paysage est marqué par la vallée de l'Ysieux. Le point le plus bas de la commune se situe à l'endroit où l'Ysieux quitte le territoire communal, à 52 m au-dessus du niveau de la mer. Le terrain monte vers le nord, en direction de la forêt de Chantilly, mais plus encore vers le sud, vers la plaine de France, qui cumule à 138 m à l'extrémité sud-ouest du territoire du Plessis, sur la voie communale d'Épinay-Champlâtreux. Des vallons secondaires animent le relief, et des petits bois sont parsemés dans le paysage particulièrement bien préservé ici. Sur les hauteurs, la vue s'étend sur l'ensemble des communes environnantes. De nombreux chemins ruraux se prêtent à la randonnée pédestre, si bien au nord qu'au sud de la vallée de l'Ysieux.

### Climat
Pour des articles plus généraux, voir Climat de l'Île-de-France et Climat du Val-d'Oise.
En 2010, le climat de la commune est de type climat océanique dégradé des plaines du Centre et du Nord, selon une étude du CNRS s'appuyant sur une série de données couvrant la période 1971-2000. En 2020, Météo-France publie une typologie des climats de la France métropolitaine dans laquelle la commune est dans une zone de transition entre le climat océanique et le climat océanique altéré et est dans la région climatique  Sud-ouest du bassin Parisien, caractérisée par une faible pluviométrie, notamment au printemps (120 à 150 mm) et un hiver froid (3,5 °C). 
Pour la période 1971-2000, la température annuelle moyenne est de 11,1 °C, avec une amplitude thermique annuelle de 14,6 °C. Le cumul annuel moyen de précipitations est de 695 mm, avec 9,3 jours de précipitations en janvier et 8,1 jours en juillet. Pour la période 1991-2020, la température moyenne annuelle observée sur la station météorologique la plus proche, située sur la commune de Saint-Witz à 9 km à vol d'oiseau, est de 11,9 °C et le cumul annuel moyen de précipitations est de 676,8 mm,. Pour l'avenir, les paramètres climatiques de la commune estimés pour 2050 selon différents scénarios d'émission de gaz à effet de serre sont consultables sur un site dédié publié par Météo-France en novembre 2022.

## Urbanisme

### Typologie
Au 1er janvier 2024, Lassy est catégorisée bourg rural, selon la nouvelle grille communale de densité à sept niveaux définie par l'Insee en 2022.
Elle est située hors unité urbaine. Par ailleurs la commune fait partie de l'aire d'attraction de Paris, dont elle est une commune de la couronne,. Cette aire regroupe 1 929 communes,.

### Voies de communication et transports
L'aéroport Roissy-Charles-de-Gaulle est à 20 km par la RD 47, qui quitte le village au sud et le relie à la Francilienne au niveau de Fontenay-en-Parisis.
Les gares les plus proches sont celles de Luzarches, sur la ligne H du Transilien, et de Survilliers - Fosses, sur le RER D. Le temps de trajet pour la gare de Paris-Nord est de 48 min pour la première et de 35 min pour la seconde.
Lassy est desservi par la ligne 95-10 du réseau de bus Haut Val-d'Oise, qui, le matin et le soir, établit la correspondance avec le RER D à Goussainville, à raison de deux aller-retours par jour du lundi au vendredi.

## Toponymie

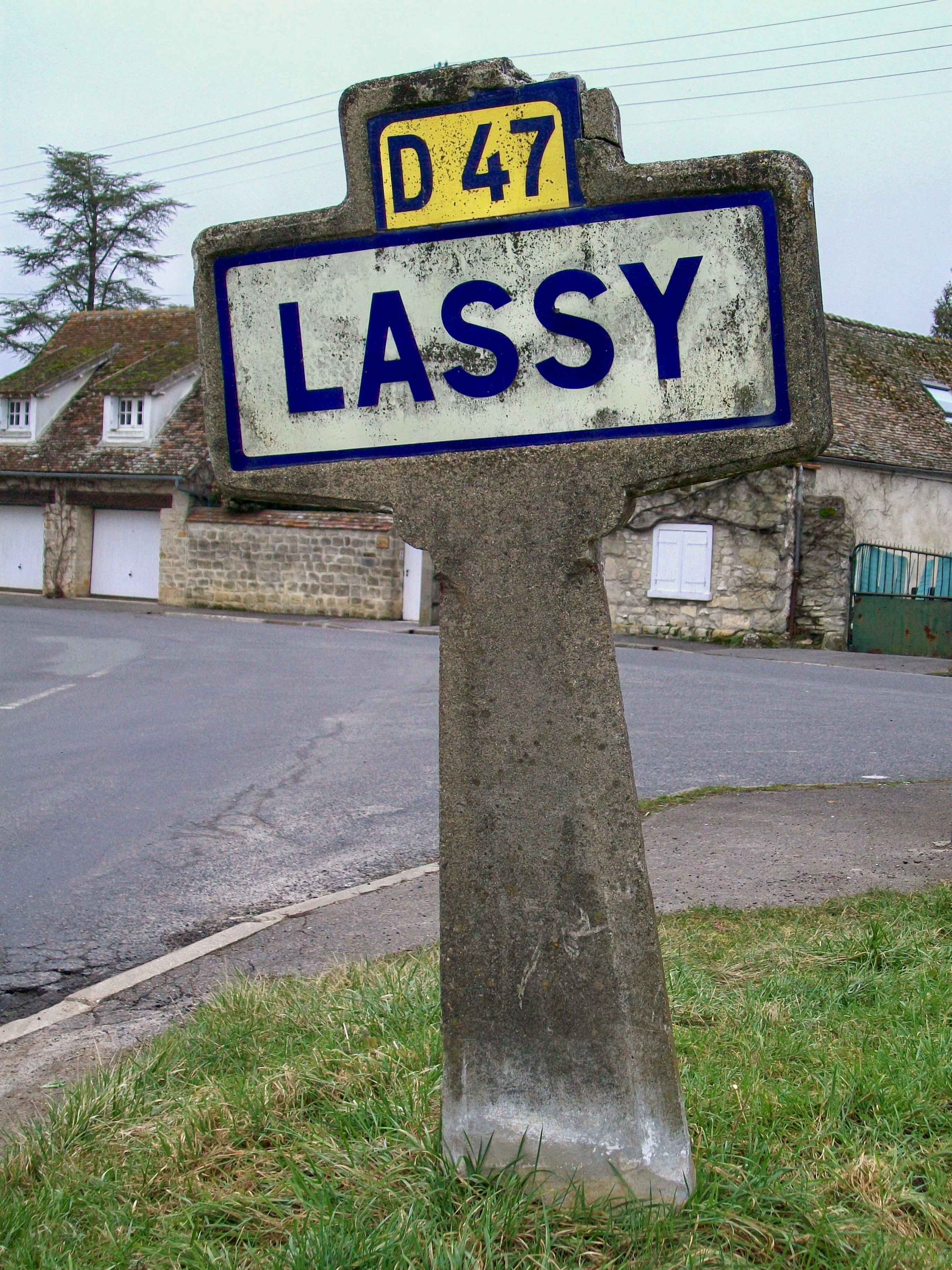
Plaque michelin d'entrée du village.

Anciennement Lachiacum, Laciacum au XIIe siècle, Laci  ou Lacy.
Son nom proviendrait de l'anthroponyme gallo-romain d'origine gauloise Laccius et du suffixe latin -iacum, domaine de.

## Histoire

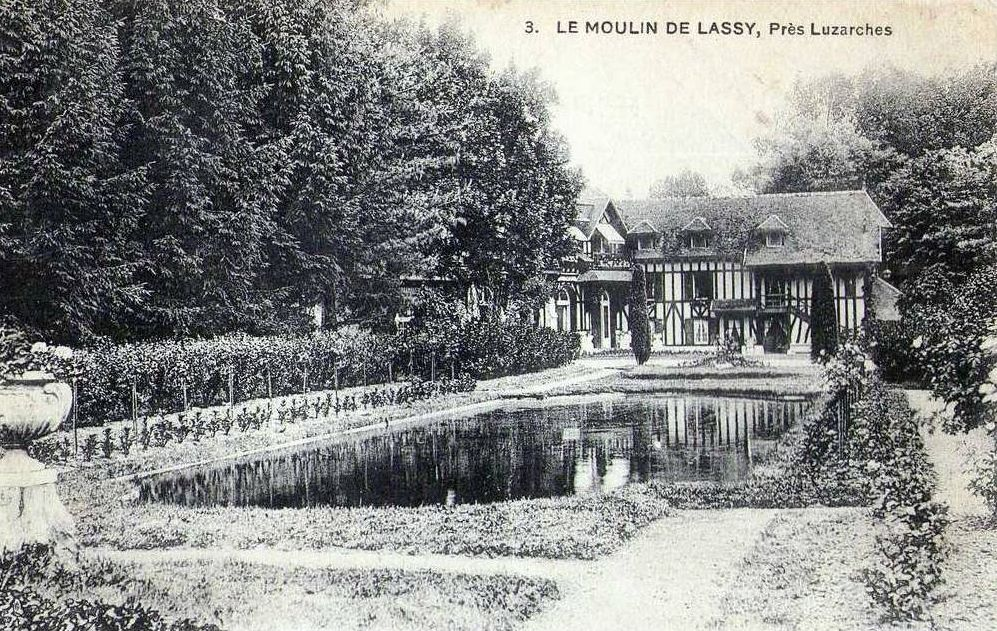
Le « moulin de Lassy » dans les années 1920.

Le territoire de cette petite commune semble être le résultat d'un démembrement de la seigneurie de Luzarches au XIIe siècle.
Seigneurie de Jeanne de Villiers en 1461 puis de la famille de Molé, seigneurs de Champlâtreux du XVIe siècle jusqu'à la Révolution française.
À la fin du XIXe siècle, le village vit essentiellement de la fabrication de chaises et de tabourets.

## Politique et administration

### Rattachements administratifs et électoraux

#### Rattachements administratifs
Antérieurement à la loi du 10 juillet 1964, la commune faisait partie du département de Seine-et-Oise. La réorganisation de la région parisienne en 1964 fit que la commune appartient désormais au département du Val-d'Oise et à son arrondissement de Sarcelles après un transfert administratif effectif au 1er janvier 1968.
Elle faisait partie depuis 1793 du canton de Luzarches de Seine-et-Oise puis du Val-d'Oise. Dans le cadre du redécoupage cantonal de 2014 en France, cette circonscription administrative territoriale a disparu, et le canton n'est plus qu'une circonscription électorale.
Lassy fait partie du ressort du tribunal d'instance de Gonesse (depuis la suppression du tribunal d'instance d'Écouen en février 2008), et du  tribunal judiciaire ainsi que de celle du commerce de Pontoise,.

#### Rattachements électoraux
Pour les élections départementales, la commune est membre depuis 2014 du canton de Fosses.
Pour l'élection des députés, elle fait partie de la neuvième circonscription du Val-d'Oise.

### Intercommunalité
Lassy était membre de la communauté de communes du pays de France, un établissement public de coopération intercommunale (EPCI) à fiscalité propre créé fin 1993  et auquel la commune avait transféré un certain nombre de ses compétences, dans les conditions déterminées par le code général des collectivités territoriales.
Dans le cadre des dispositions de la loi portant nouvelle organisation territoriale de la République du 7 août 2015, qui prévoit que les établissements publics de coopération intercommunale (EPCI) à fiscalité propre doivent avoir un minimum de 15 000 habitants, cette petite intercommunalité a fusionné avec sa voisine pour former, le 1er janvier 2017, la communauté de communes Carnelle Pays de France dont est désormais membre la commune.

### Liste des maires
| Période                                  | Période  | Identité         | Étiquette | Qualité                        |
| ---------------------------------------- | -------- | ---------------- | --------- | ------------------------------ |
| Les données manquantes sont à compléter. |          |                  |           |                                |
| 1853                                     | 1859     | M. Cureau        |           |                                |
| 1859                                     | 1977     | Gabriel Pratte   |           |                                |
| 1877                                     | 1923     | Joseph Hudde     |           |                                |
| 1923                                     | 1934     | Albert Hudde     |           |                                |
| 1934                                     | 1977     | Gaston Hudde     |           |                                |
| 1977                                     | 2014     | Jacques Defrance |           |                                |
| avril 2014 *                             | En cours | Gilbert Maugan   |           | Réélu pour le mandat 2020-2026 |

## Population et société

### Démographie
L'évolution du nombre d'habitants est connue à travers les recensements de la population effectués dans la commune depuis 1793. Pour les communes de moins de 10 000 habitants, une enquête de recensement portant sur toute la population est réalisée tous les cinq ans, les populations de référence des années intermédiaires étant quant à elles estimées par interpolation ou extrapolation. Pour la commune, le premier recensement exhaustif entrant dans le cadre du nouveau dispositif a été réalisé en 2004.

En 2022, la commune comptait 194 habitants, en évolution de +14,12 % par rapport à 2016 (Val-d'Oise : +4 %, France hors Mayotte : +2,11 %).
| 1793 | 1800 | 1806 | 1821 | 1831 | 1836 | 1841 | 1846 | 1851 |
| ---- | ---- | ---- | ---- | ---- | ---- | ---- | ---- | ---- |
| 184  | 182  | 199  | 173  | 170  | 181  | 172  | 198  | 200  |

| 1856 | 1861 | 1866 | 1872 | 1876 | 1881 | 1886 | 1891 | 1896 |
| ---- | ---- | ---- | ---- | ---- | ---- | ---- | ---- | ---- |
| 209  | 214  | 190  | 184  | 171  | 168  | 155  | 156  | 153  |

| 1901 | 1906 | 1911 | 1921 | 1926 | 1931 | 1936 | 1946 | 1954 |
| ---- | ---- | ---- | ---- | ---- | ---- | ---- | ---- | ---- |
| 152  | 159  | 161  | 129  | 147  | 146  | 141  | 142  | 106  |

| 1962 | 1968 | 1975 | 1982 | 1990 | 1999 | 2004 | 2006 | 2009 |
| ---- | ---- | ---- | ---- | ---- | ---- | ---- | ---- | ---- |
| 125  | 108  | 108  | 132  | 170  | 180  | 182  | 164  | 186  |

| 2014 | 2019 | 2022 | - | - | - | - | - | - |
| ---- | ---- | ---- | - | - | - | - | - | - |
| 174  | 190  | 194  | - | - | - | - | - | - |

### Principaux équipements
Un foyer rural, agrandi en 2019, se trouve dans la commune.

## Culture locale et patrimoine

### Lieux et monuments
Lassy ne pas d'édifice classé ou inscrit au titre des monuments historiques sur son territoire. On peut néanmoins signaler : 
- L'église Notre-Dame-de-la-Nativité, Grande-Rue : 
C'est une petite église à vaisseau unique, qui conserve encore son chœur gothique de l'époque de la fondation de la paroisse, au XIIIe siècle. Cette partie est construite avec le même soin que les plus grandes églises de l'époque. L'abside a été retouchée vers le milieu du XVIe siècle, sans modifier sa structure ni porter atteinte à son esthétique. Le clocher latéral, trapu et rustique, abrite une cloche de 1733, et date sans doute de cette même époque. C'est au XVIIIe siècle également que la nef a été reconstruite et muni d'un sobre portail de style classique. 
Les mutilations que le chœur a subies lors de réparations maladroites, et l'absence de tout décor sculpté à l'extérieur n'ont pas justifié une protection au titre des monuments historiques de l'église à ce jour. La cloche et les fonts baptismaux de 1556 sont toutefois classés[29],[30],[31]. 
Le cimetière garde sa position d'origine, à l'est et au sud de l'église. Le presbytère, transformé en mairie, se trouve au sud de la petite cour devant le portail de l'église, et l'ancienne école à classe unique de 1880 a été construit dans le jardin du presbytère[32], au sud de la nef.
- Le lavoir, au bout de la ruelle du lavoir, au nord-ouest du village

Bassin en béton sous un abri en charpente, avec des parois en lattes et un toit couvert de tuiles mécaniques. Contrairement à nombre d'autres lavoirs reconstruits depuis les années 1980, ce lavoir conserve tous ses éléments d'origine. Il est par ailleurs identique à celui de la commune voisine du Plessis-Luzarches. Il a été restauré en 2019
- La croix de Lassy, au carrefour de la RD 922, au nord du village

Cette ancienne croix marque toujours un lieu-dit où se situenet le principal arrêt de bus de la commune, l'école primaire des quatre communes de Bellefontaine, Jagny-sous-Bois, Lassy et Le Plessis-Luzarches. Ne subsiste aujourd'hui qu'un haut socle de quatre pierres carrées superposés, supportant une colonne brisée en son milieu. Elle était jadis surmontée par une petite croix en fer forgé, comme le montrent d'anciennes photos. La Boîte de nuit à proximité était alors une auberge de voyageurs.
- Le moulin de Lassy, RD 922, près du hameau de Thimécourt de la commune de Luzarches

Grand manoir à colombages réalisé vers 1920 dans le style anglo-normand en pastiche de l'habitat rural traditionnel, qui tient son nom du moulin à eau existant en ce lieu depuis le Moyen Âge. Le domaine était destiné à l'élevage de chevaux avant sa transformation en « village détente » par le comité central d'entreprise d'Air France. Sur une superficie de 27,2 ha, de nombreux équipements sportifs de tout genre sont proposés dans un beau cadre paysager. Il n'y a toutefois pas d'hébergement sur place,.
- La commune est traversée par un chemin de promenades & randonnées (PR)

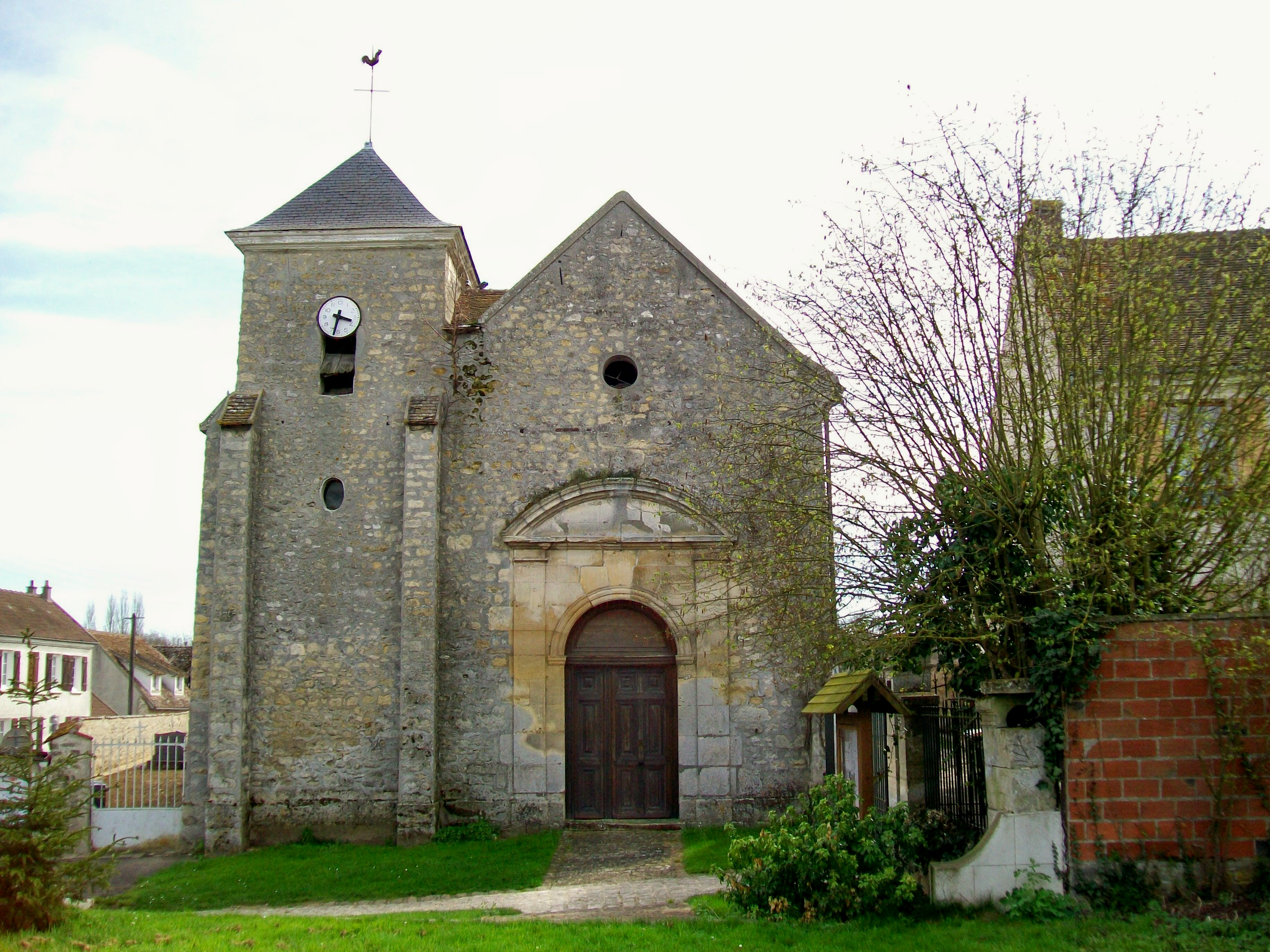
Le portail de l'église.
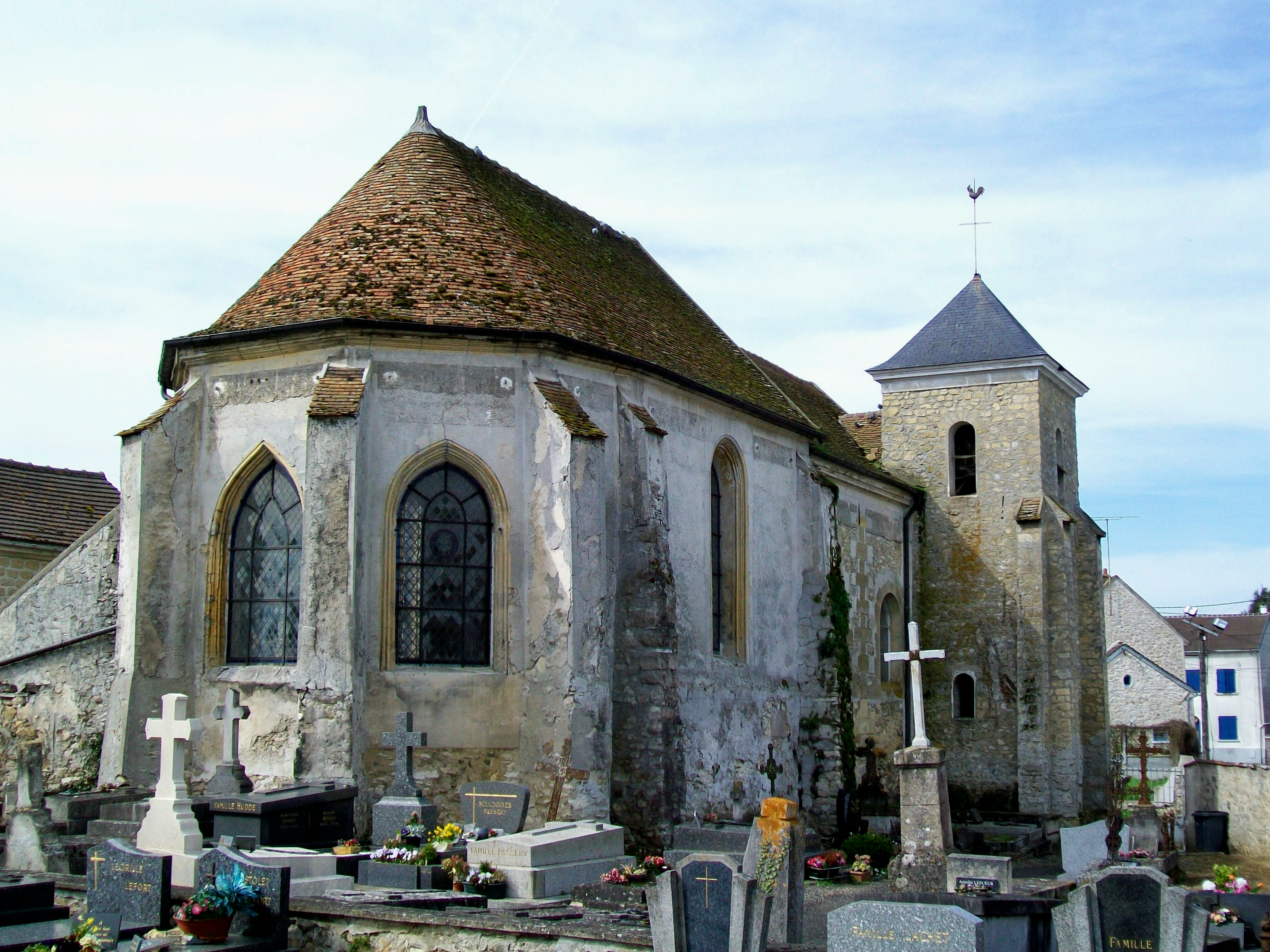
Le chœur de l'église.
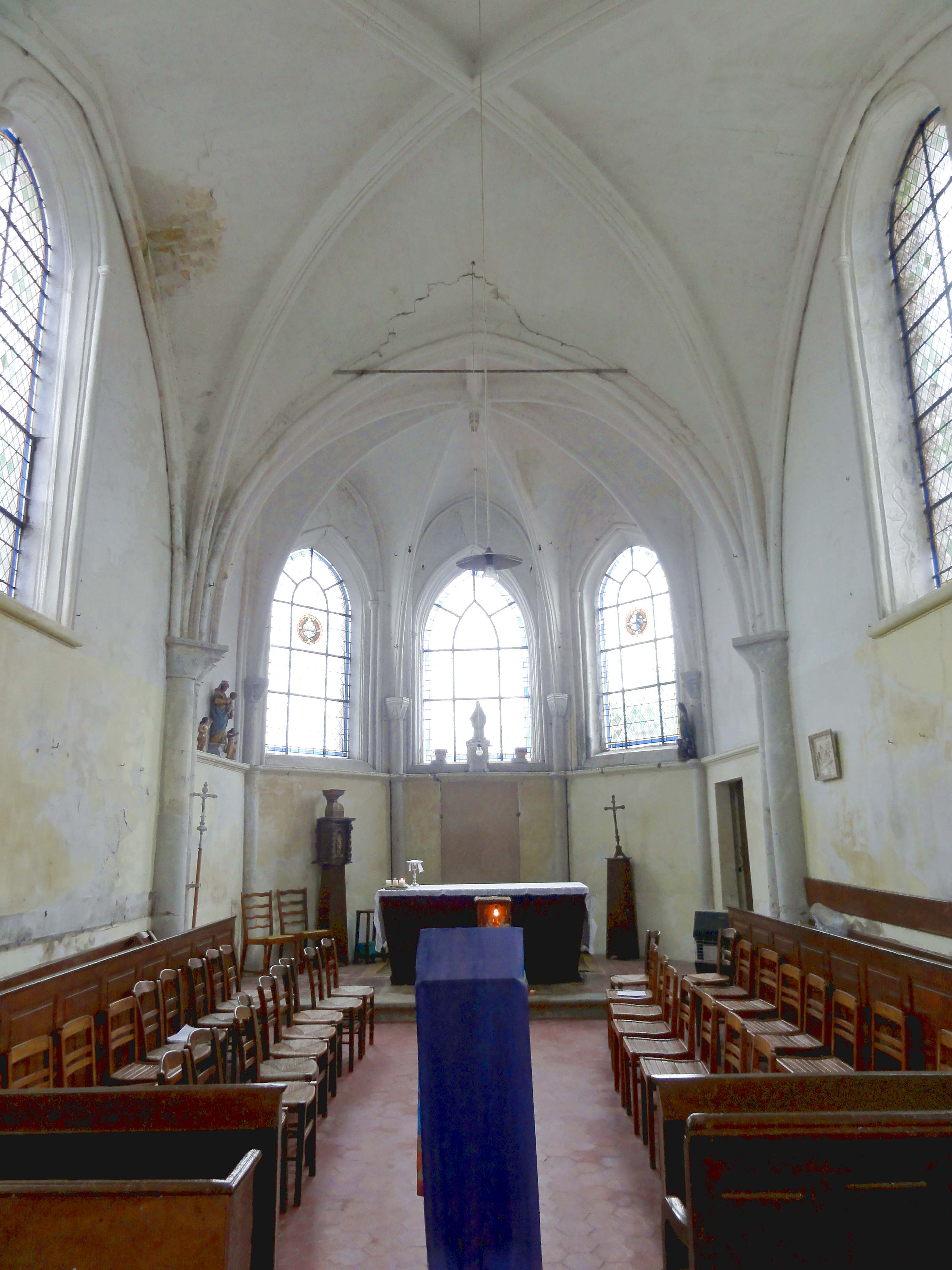
Le chœur de l'église.
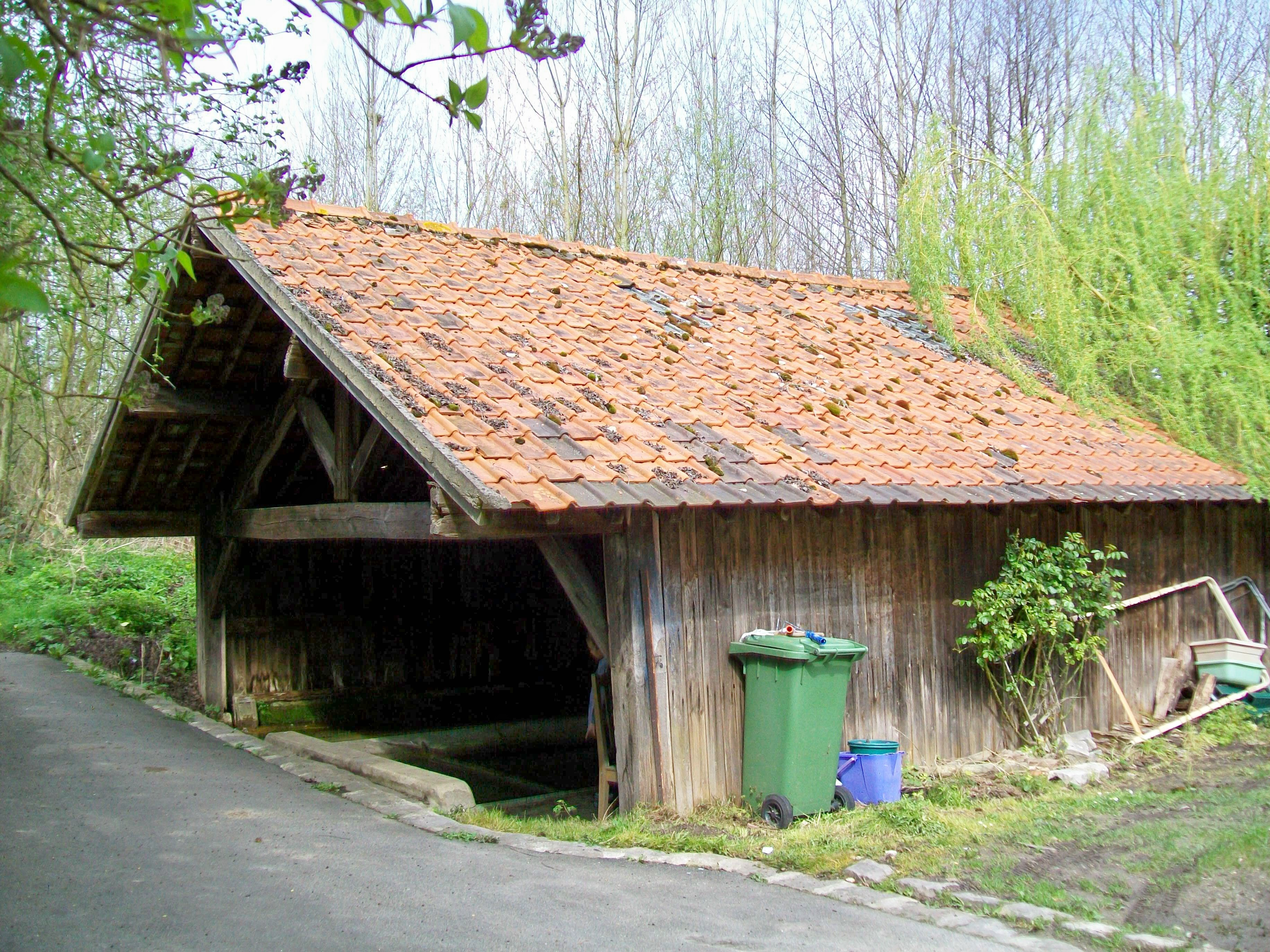
Le lavoir de Lassy.
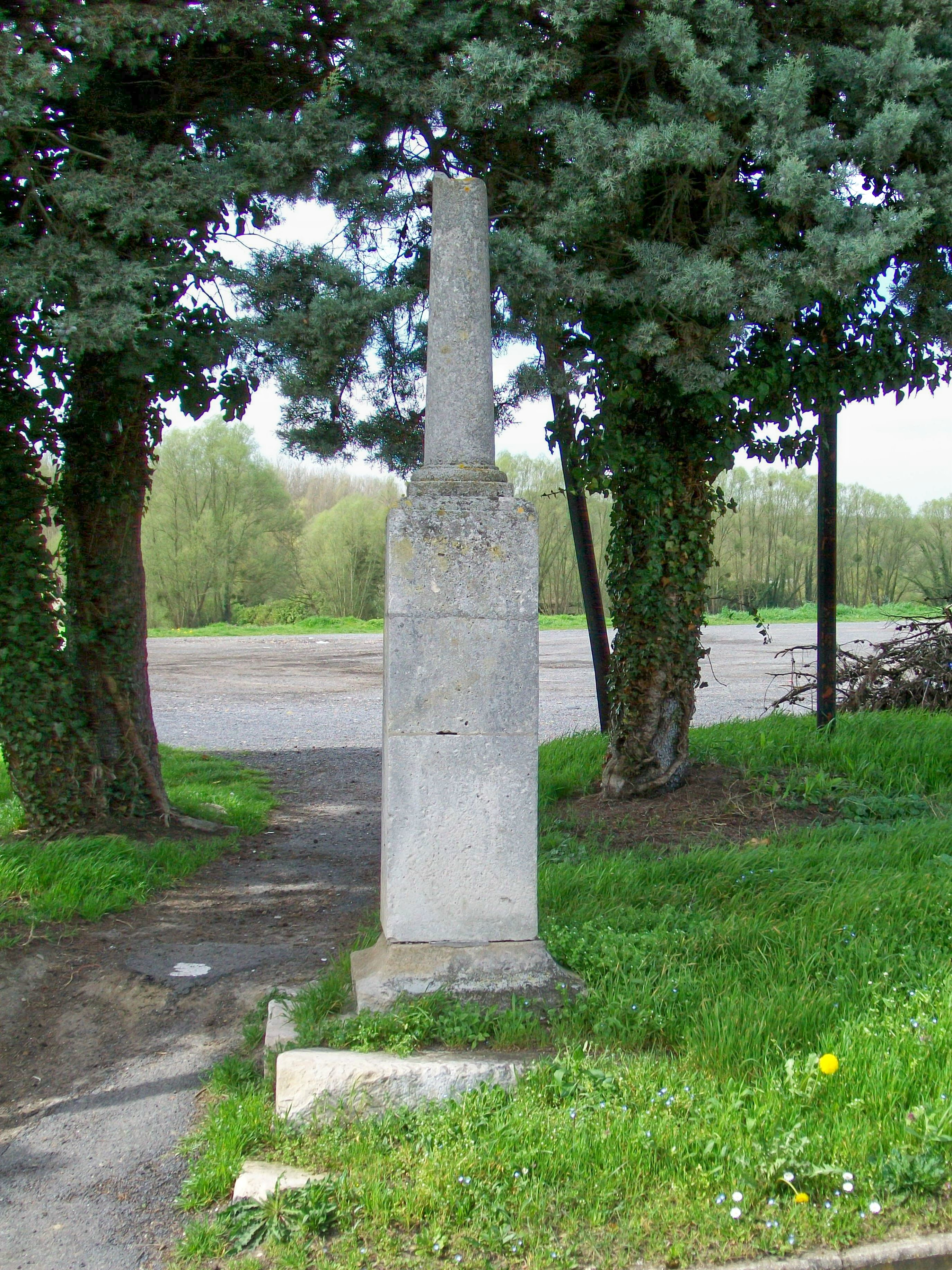
L'ancienne croix de Lassy.

### Héraldique
| Blason de Lassy | Blason  | Tiercé en pairle renversé : au 1er de sinople à une chaise adextrée d'une fourche posée en pal et penchée vers senestre, le tout au naturel, au 2e d'or à la roue de sainte Catherine de gueules rompue en chef à senestre, au 3e d'azur à trois fasces ondée d'argent et à un épi de blé tigé et feuillé d'or brochant.               |
| Blason de Lassy | Détails | La chaise et la fourche rappellent l'ancienne fabrication locale de chaises et d'outils en bois, la roue brisée est attribut de sainte Catherine, patronne de la paroisse locale, les ondes symbolisent l'Ysieux qui arrose la commune et enfin le blé est pour l'agriculture. Création Jean-François Binon, adoptée le 11 avril 2019. |